# بست دوراه (مقاطعة فيروزآباد)
بست دوراه (بالفارسية: بست دوراه) هي قرية تقع في قسم برزيتون الريفي (مقاطعة فيروزآباد) في إيران. يقدر عدد سكانها بـ 59 نسمة بحسب إحصاء 2016.